# Parapercis signata
Parapercis signata är en fiskart som beskrevs av Randall, 1984. Parapercis signata ingår i släktet Parapercis och familjen Pinguipedidae. IUCN kategoriserar arten globalt som livskraftig. Inga underarter finns listade i Catalogue of Life.